# Charles Pallu de la Barrière
Pour les articles homonymes, voir Pallu (homonymie).
Charles Pallu de la Barrière, né à Saintes le 29 octobre 1843 et mort à Laignes le 26 décembre 1924, est un journaliste, conservateur de musée, syndicaliste agricole et militant politique français.

## Biographie
Étienne-Charles-Henri Pallu est le cinquième fils de Charles Pallu de La Barrière (1797-1872), professeur au collège de Saintes, professeur d'université, et d'Élisabeth Zoé Jacques dit Lapierre. Par jugement du tribunal civil de Poitiers en date du 23 août 1859, le patronyme de ce dernier est modifié en « Pallu de la Barrière », conformément au nom à particule porté par ses ancêtres poitevins depuis la fin du XVIIe siècle,. Étienne-Charles-Henri Pallu de la Barrière est le demi-frère du contre-amiral Léopold Pallu de la Barrière (1828-1891).
Après avoir débuté dans la vie comme religieux de l'ordre dominicain, Charles Pallu de la Barrière entame une carrière de journaliste dans la presse parisienne vers 1876. Journaliste à La Paix, il en est le secrétaire de rédaction pendant quatorze ans. Intéressé par les questions d'économie agricole, il fonde en 1895 Le Paysan de France, dont il prend la direction. Il signe certains de ses articles du nom de plume « Jacques Rural ».
En 1901, il est la cheville ouvrière de la fondation du deuxième parti politique français, l'Alliance républicaine démocratique (ARD), qui regroupe les républicains modérés dreyfusards. Il y assure jusqu'en 1919 les fonctions de secrétaire général et de directeur des publications (le Paysan de France, la Correspondance politique et agricole et le Bulletin de l'Alliance républicaine démocratique).
Conservateur du palais de Fontainebleau puis de Malmaison, il est également inspecteur des monuments historiques.
En mars 1919, Pallu de la Barrière démissionne de ses fonctions politiques afin de se consacrer au syndicat agricole qu'il vient de créer, la Confédération générale agricole (CGA), Union nationale des paysans de France.
Officier de l’Instruction publique et commandeur du Mérite agricole, il est promu commandeur de la Légion d'honneur en 1924. Le 26 décembre de la même année, il meurt à la clinique du docteur Quenot, à Laignes en Côte-d'Or. Le 31 décembre, après des obsèques célébrées en l'église Notre-Dame-de-Lorette, sa paroisse (il résidait au no 5 du boulevard de Clichy), il est inhumé au cimetière de Saint-Ouen.